# Turismo religioso
Turismo religioso é um segmento de mercado do turismo, o qual difere dos demais porque tem como motivação fundamental a fé das pessoas. Está, portanto, ligado profundamente ao calendário de acontecimentos religiosos (procissões, romarias, entre outros) das localidades receptoras dos fluxos turísticos.
É comum chamar-se peregrinação a cada viagem de turismo religioso.
A nível mundial, o turismo religioso movimenta entre 300 e 330 milhões de pessoas por ano, gerando receitas de 15 a 18 mil milhões de euros.

## História
No século IV A.D., Helena de Constantinopla, mãe do imperador romano Constantino, peregrinou para Jerusalém e descobriu o local da crucificação e os vestígios da cruz original. As Cruzadas foram também uma longa expedição cristã à Terra Santa.

## Lugares santos
- Terra Santa (Belém, Nazaré, Caná, Cafarnaum, Monte Carmelo, Monte Tabor, Rio Jordão, Jerusalém, etc.)
- Santuários marianos (Santuário de Fátima, Santuário de Lourdes, Santuário da Mãe Soberana, Basílica de Nossa Senhora de Guadalupe, Santuário de Nossa Senhora do Sameiro, Santuário de Aparecida, Santuário de Nossa Senhora da Conceição de Vila Viçosa, Santuário de Nossa Senhora da Lapa, etc.)
- Santuários diversos (Santuário de Cristo-Rei, Santuário da Beata Alexandrina de Balazar, Santuário do Sagrado Coração de Jesus, Santiago de Compostela, Paray-le-Monial, San Giovanni Rotondo, etc.)
- Santa Sé (Cidade do Vaticano, Basílica de São Pedro, Basílica de Santa Maria Maior, Basílica de São João de Latrão, Basílica de São Paulo Fora de Muros)
- Outros lugares: San Sebastián de Garabandal, Senhor Santo Cristo dos Milagres nos Açores, Santo Cristo de Limpias, Monte Sant'Angelo, Poço Santo, entre outros.
- Lugares islâmicos (Meca, Medina, etc.)
- Lugares Daimistas (Céu do Mar, Céu do Mapiá, etc.)

## Alguns destinos de turismo religioso no Brasil
- Bahia

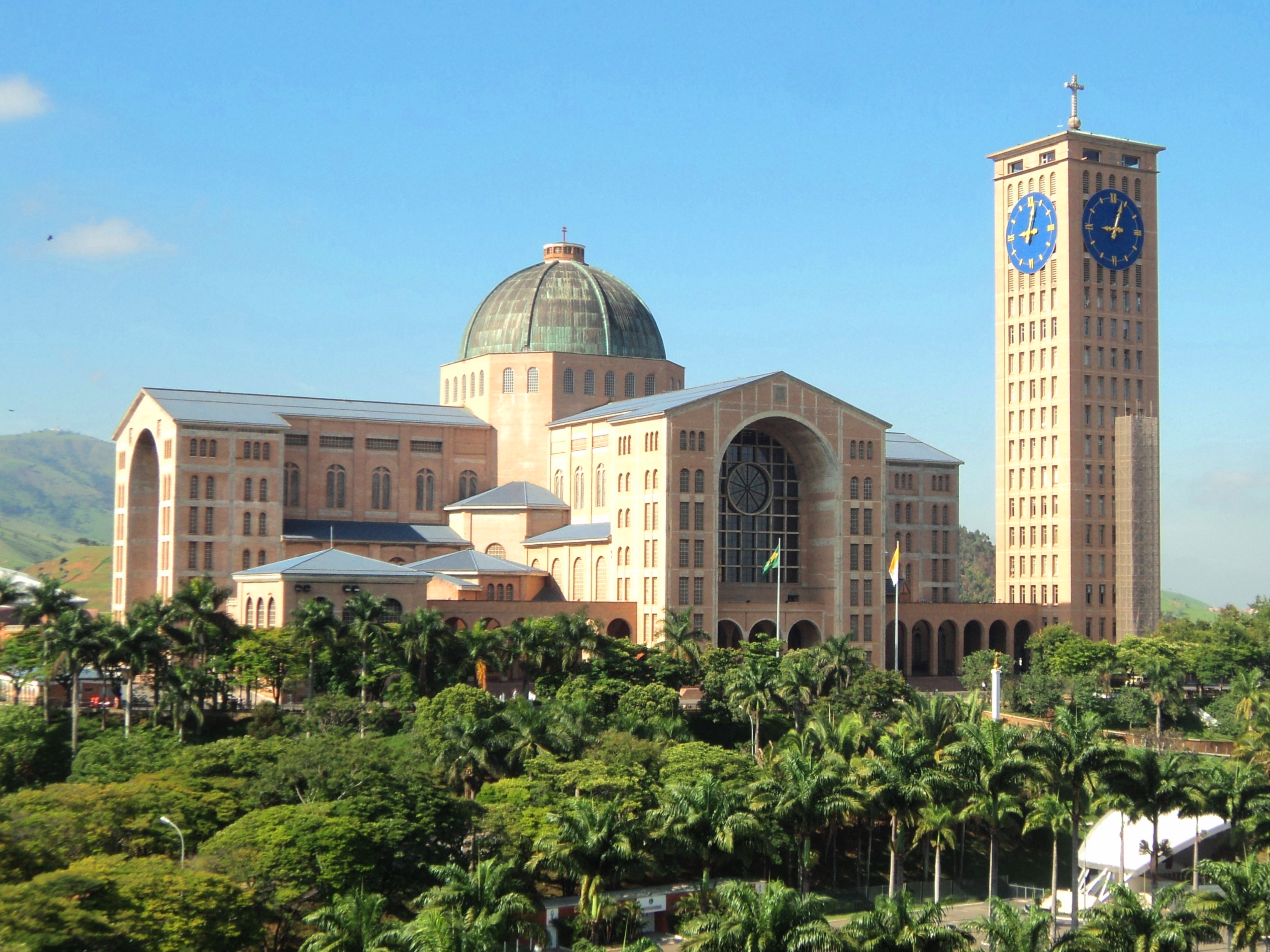
A Basílica de Nossa Senhora Aparecida, no município de Aparecida, em São Paulo, está entre os principais destinos religiosos do Brasil.

Salvador (Santuário da Beata Irmã Dulce dos Pobres, inúmeras igrejas históricas)
- Ceará

Juazeiro do Norte (Padre Cícero) e Canindé (São Francisco das Chagas)
- Goiás

Trindade (Santuário do Divino Pai Eterno)
- Minas Gerais

Caeté (Santuário Nossa Senhora da Piedade), Congonhas do Campo (Santuário do Senhor Bom Jesus de Matosinhos), Monte Sião (Santuário da Medalha Milagrosa), Catas Altas (Santuário do Caraça), igrejas históricas em Ouro Preto, Sabará, São João Del Rei e muitas outras cidades
- Pará

Belém (Festa do Círio de Nazaré, Basilica Santuário de Nossa Senhora de Nazaré)
- Paraná

Piraí do Sul (Santuário de Nossa Senhora das Brotas)
- Santa Catarina

Nova Trento (Santuário de Santa Paulina do Coração Agonizante de Jesus)
- Rio Grande do Sul

Farroupilha (Santuário de Nossa Senhora de Caravágio)
- São Paulo

Aparecida (Basílica Santuário Nacional de Nossa Senhora da Conceição Aparecida), Cachoeira Paulista (sede da comunidade católica Canção Nova, Santuário da Santa Cabeça), Campinas (Santuário de Nossa Senhora das Lágrimas), Guaratinguetá (terra natal de Santo Antonio de Santana Galvão, o Frei Galvão), São Paulo (Catedral da Sé, Mosteiro de São Bento, túmulo de Frei Galvão, túmulo de Madre Paulina), Pirapora do Bom Jesus
Templo de Salomão - Com média de 400 mil visitantes por mês, a sede da Igreja Universal do Reino de Deus já recebe mais pessoas do que a Basílica Santuário Nosso Senhor do Bonfim, em Salvador; e as cidades de Juazeiro do Norte (CE) e Bom Jesus da Lapa (BA). O número também é superior ao de turistas que passam pelo Cristo Redentor, no Rio de Janeiro, calculado em cerca de 3 milhões por ano.

## Em Portugal

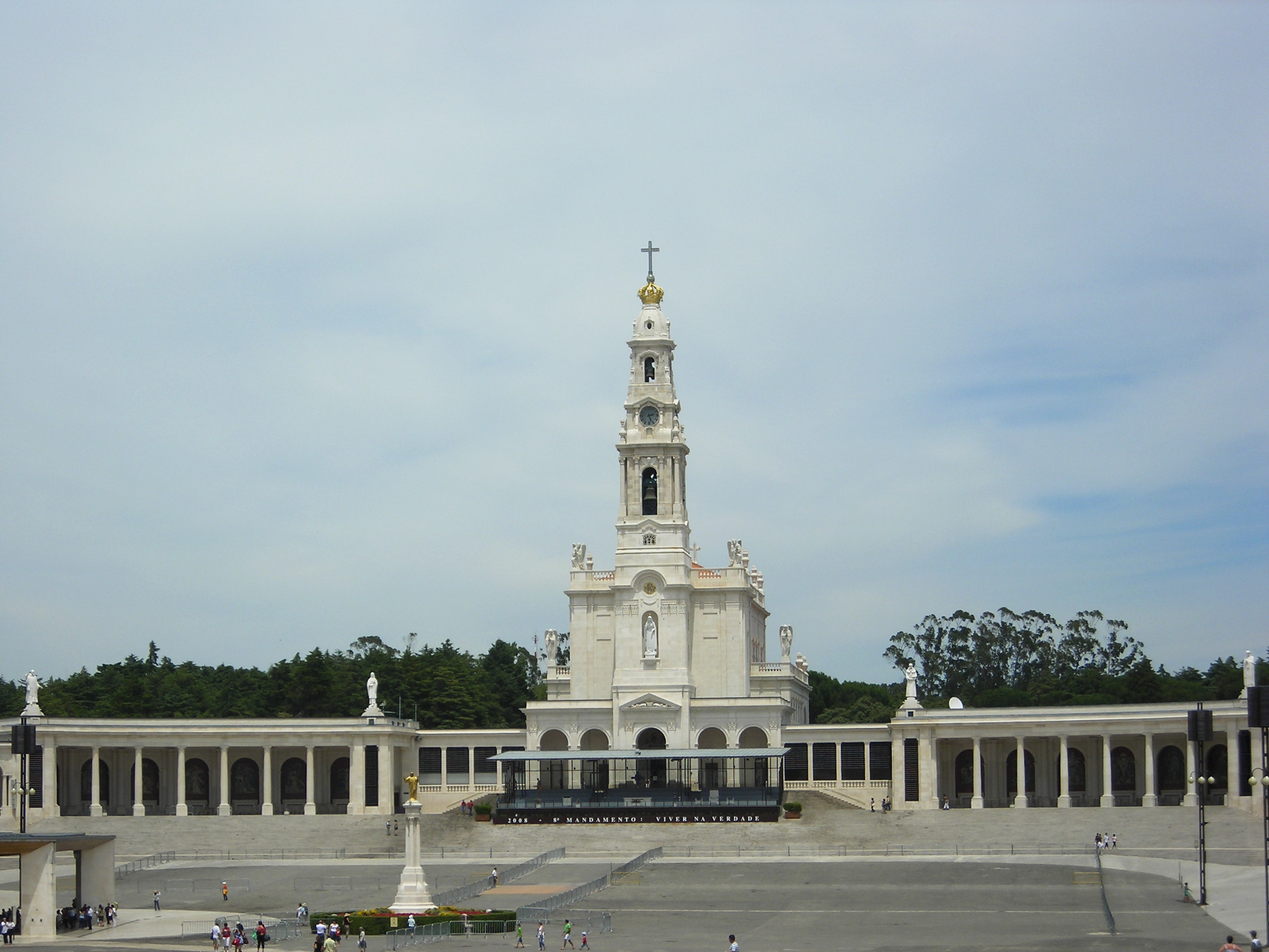
O Santuário de Fátima na Cova da Iria.

Em Portugal, o Santuário de Nossa Senhora de Fátima (incluindo os lugares da Cova da Iria, Valinhos e Aljustrel) é o principal destino turístico religioso, contando com cerca de seis milhões de visitantes por ano, a larga distância dos restantes principais locais, quase todos na zona Norte.
Por sua vez, o Santuário do Bom Jesus do Monte e o Santuário do Sameiro, ambos em Braga, e o Santuário de São Bento da Porta Aberta, no Gerês, surgem depois na lista dos locais religiosos mais visitados, com cerca de um milhão de turistas por ano, acompanhados muito de perto pelo Santuário Nacional de Cristo Rei, em Almada, o Santuário do Sagrado Coração de Jesus (ou Bom Pastor), em Ermesinde, e do Santuário da Beata Alexandrina, em Balazar.
Outros locais ligados à religião com um número significativo de visitantes são o Santuário da Senhora da Penha, em Guimarães, o Mosteiro da Batalha, o Mosteiro de Alcobaça, o Santuário de Nossa Senhora da Nazaré, o Santuário de Nossa Senhora da Conceição de Vila Viçosa, o Convento de Mafra, e o Mosteiro dos Jerónimos, este último já situado em Lisboa.